# Firnisglänzendes Sichelmoos
Das Firnisglänzende Sichelmoos (Hamatocaulis vernicosus) ist ein vor allem in West- und Mitteleuropa flächendeckend im Rückgang begriffenes Laubmoos aus der Familie Scorpidiaceae. Es besiedelt neutrale bis schwach saure, basenreiche, offene Standorte in Nieder- und Zwischenmooren vom Tiefland bis zur montanen Stufe.

## Merkmale
Das Firnisglänzende Sichelmoos ist ein großwüchsiges, pleurokarpes Laubmoos. Die Art wächst in grau- bis gelblich grünen, selten rötlichen, etwas fettig glänzenden Matten. Die an der Spitze gekrümmten und einfach verzweigten Stämmchen erreichen bis zu 15 Zentimeter Länge. Sie tragen etwa einen Zentimeter lange Ästchen. Die eiförmig-lanzettlich geformten, ganzrandigen und zugespitzten Blättchen werden bis zu 3 Millimeter lang. Sie sind sichelförmig einseitswendig und schwach längsfaltig. Im unteren Viertel sind sie am breitesten. Es sind keine Blattflügelzellen entwickelt. Die Laminazellen sind prosenchymatisch, 50 bis 90 µm lang und 4 bis 7 µm breit. Die Art ist diözisch. Sporophyten werden in Mitteleuropa nur selten entwickelt. Die Seten werden zwischen 3 und 6 Zentimeter lang. Im Sommer entwickeln die zylindrischen Kapseln Sporen mit Durchmessern zwischen 10 und 20 µm Durchmesser.

## Biologie/Ökologie
Da die Art nur selten Sporogone bildet, wird angenommen, dass der vegetativen Ausbreitung über Bruchstücke der Gametophyten eine entscheidende Rolle zukommt. Aufgrund seiner oft räumlichen isolierten Standorte und den geringen, meist sterilen Pflanzenbestände bestehen jedoch kaum Möglichkeiten zur Ausbreitung beziehungsweise zur Neubesiedlung von Standorten und zum Genaustausch. Es hat eine relativ lange Lebensdauer, die Fruchtentwicklung setzt erst nach mehreren Jahren ein.
Die Art ist an pH-neutrale bis schwach saure, basenreiche, aber kalkarme, offene bis schwach beschattete, dauerhaft kühl-feuchte, meist sehr nasse Standorte in Nieder- und Zwischenmooren, Nasswiesen und Verlandungszonen von Seeufern gebunden. Sie kommt außerdem in gemähten oder beweideten, schwachsauren, stets sehr nassen, flachwüchsigen, zum Teil quelligen Niedermooren vor. Die Art siedelt überwiegend in Kleinseggenrieden und ist dort kennzeichnend für die Pflanzengesellschaften der Sauer-, Basen- und Kalkzwischenmoore der Ordnungen Scheuchzerietalia palustris, Caricetalia nigrae und Caricetalia davallianae. In Nordamerika ist das Firnisglänzende Sichelmoos an feuchte Tundrenvegetation gebunden.

## Verbreitung
Es hat eine holarktisch-circumboreale Gesamtverbreitung und dringt bis in die Arktis vor. Ihre Höhenverbreitung reicht von der planaren Stufe in über 2000 m über dem Meeresspiegel. Das Moos kommt in Nordamerika nördlich bis Alaska und Grönland, südlich bis etwa 45° nördlicher Breite vor. In Asien kommt die Art in fast jedem Landesteil vor und ist vor allem in der borealen Nadelwaldzone und der Tundra verbreitet und stellenweise häufig. Nach Süden reicht das Areal bis nach China und in die Mongolei. In Europa liegt der Verbreitungsschwerpunkt des Mooses in Skandinavien und ist in Schweden und Finnland stellenweise häufig. In Norwegen beschränkt sich die Art auf die südlichen Landesteile. In Dänemark kommt die Art in allen Landesteilen vor. Auch im Baltikum und Osteuropa ist die Art weit verbreitet.

## Gefährdung und Schutz
Europaweit ist ein flächendeckender Rückgang der Art zu verzeichnen. Die Vorkommen in Ost-Skandinavien, in Teilen Polens, der Slowakei und im europäischen Russland können noch als ungefährdet und stabil angesehen werden. In etlichen Ländern ist die Art stark im Rückgang begriffen und sie gilt dort als gefährdet bis vom Aussterben bedroht. In Irland sind nur noch zwölf Vorkommen vorhanden, in den Niederlanden ist die Art verschollen und wurde zuletzt 1965 nachgewiesen. Auch in Deutschland ist das Moos seit den 1960er Jahren stark zurückgegangen. Die Verbreitung der Art war in Deutschland weitgehend mit dem Vorkommen von Durchströmungs-, Hang- und anderen Zwischenmoortypen und Niedermooren korreliert. Durch die fortgesetzte Zerstörung und Entwässerung der Moore, die Intensivierung der Landwirtschaft und die allgemeine Nährstoffbelastung naturnaher, oligo- bis mesotropher Biotope verschlechtern sich für die wettbewerbsschwache Art die Konkurrenzverhältnisse und sie wird schließlich von anderen Arten verdrängt. Die Existenz der Art lässt sich seit 1980 anhand von Literaturangaben vermutlich in weniger als 15 Messtischblättern nachweisen. Entsprechend wird das Firnisglänzende Sichelmoos bundesweit als stark gefährdet eingestuft. Das Moos ist Bestandteil der Berner Konvention und ist in FFH-Richtlinie der EU im Anhang II aufgeführt.